# Västra Götaland (hạt)
Hạt Västra Götaland (Västra Götalands län) là một hạt hay län ở bờ biển phía tây Thụy Điển.
Đây là hạt có dân số đông thứ nhì trong các hạt ở Thụy Điển. Hạt này được chia thành 49 đô thị (kommuner). Dân số khoảng 1,5 triệu, chiếm 17% dân số quốc gia này. Thủ phủ của hạt Västra Götaland là thành phố Gothenburg.
Hạt này được lập năm 1998, khi hạt Älvsborg, hạt Gothenburg và Bohus và hạt Skaraborg được sáp nhập.

## Các tỉnh
Hạt này được chia thành các tỉnh: Västergötland, Bohuslän và Dalsland. Cũng có một phần không đáng kể của tỉnh Halland bên trong hạt này.

## Các hạt giáp ranh
Hạt Västra Götaland giáp các hạt: Värmland, Örebro, Östergötland, Jönköping và Halland. Hạt này cũng giáp hạt của Na Uy Østfold, các hồ Vättern và Vänern cũng như eo biển Skagerrak.

## Các đô thị
| 1. Ale 2. Alingsås 3. Bengtsfors 4. Bollebygd 5. Borås 6. Dals-Ed 7. Essunga 8. Falköping 9. Färgelanda 10. Grästorp 11. Gullspång 12. Götene 13. Gothenburg 14. Herrljunga 15. Hjo 16. Härryda 17. Karlsborg 18. Kungälv 19. Lerum 20. Lidköping 21. Lilla Edet 22. Lysekil 23. Mariestad 24. Mark 25. Mellerud 26. Munkedal | 1. Mölndal 2. Orust 3. Partille 4. Skara 5. Skövde 6. Sotenäs 7. Stenungsund 8. Strömstad 9. Svenljunga 10. Tanum 11. Tibro 12. Tidaholm 13. Tjörn 14. Tranemo 15. Trollhättan 16. Töreboda 17. Uddevalla 18. Ulricehamn 19. Vara 20. Vårgårda 21. Vänersborg 22. Åmål 23. Öckerö |